# Algo Sucede
Algo Sucede é o sétimo álbum de estúdio da cantora e compositora mexicana Julieta Venegas, lançado em 14 de agosto de 2015, pela Ohanian e Sony Music Mexico. Foi produzido por Venegas ao lado de Cachorro López e Yamil Rezc.
No Grammy Latino de 2015, a música "Ese Camino" foi indicada aos prêmios de Canção do Ano e Gravação do Ano, enquanto no ano seguinte, o álbum foi indicado para Álbum do Ano e ganhou Melhor Álbum Pop/Rock no Grammy Latino de 2016.  O álbum também foi indicado para Melhor Álbum Pop Latino no Grammy Awards de 2016.  
Algo Sucede recebeu disco de ouro no México e alcançou os números 5 e 1 nas paradas Top Latin Albums e Latin Pop Albums, respectivamente, sendo seu primeiro número um na última parada.

## Faixas
Todas as faixas foram produzidas por Julieta Venegas e Cachorro López, conforme mencionado.
| Lista de faixas do Algo Sucede |                             |                                           |         |  |
| N.º                            | Título                      | Produtor(es)                              | Duração |  |
| 1.                             | "Esperaba"                  |                                           | 3:15    |  |
| 2.                             | "Tu Calor"                  |                                           | 3:20    |  |
| 3.                             | "Ese Camino"                |                                           | 3:09    |  |
| 4.                             | "Algo Sucede"               |                                           | 3:34    |  |
| 5.                             | "Una Respuesta"             |                                           | 2:53    |  |
| 6.                             | "Buenas Noches, Desolación" |                                           | 3:25    |  |
| 7.                             | "Dos Soledades"             |                                           | 3:10    |  |
| 8.                             | "Se Explicará"              |                                           | 3:36    |  |
| 9.                             | "Porvenir"                  |                                           | 3:31    |  |
| 10.                            | "Parte Mía"                 |                                           | 3:08    |  |
| 11.                            | "Explosión"                 | Julieta Venegas Cachorro López Yamil Rezc | 3:09    |  |
| 12.                            | "Todo Está Aquí"            |                                           | 3:51    |  |
| Duração total:                 | Duração total:              | Duração total:                            | 40:08   |  |